# 운명론
운명론은 세상의 사건은 모두 미리 그렇게 되도록 정해져 있고, 인간의 노력으로 그것을 바꿀 수 없다고 하는 이론이다. 즉 이 세상의 모든 일에 논리적인 인과관계 같은 것을 전혀 인정하지 않고 연속적으로 일어나는 사건들과 행동들 모두 이미 정해져 있는다는 내용이다. 그러다 보니 대부분 운명론자들의 삶은 노력보단 수동적이고 반능력주의적이다. 개인은 공동적 개인조차도 어떤 종류의 사회적 사상(事象)의 흐름에 대해 아무런 영향력도 미칠 수 없다. 이걸 사회적 운명론이라 부르기도 하지만 사회적 사상의 영향력에 대해서만 말한 것으로 넓은 의미를 가진 운명론과는 다르다고 볼 수 있다.
운명론은 과학적 근거보단 가설에 가까운 형이상학적이지만 그와 반대인 결정론은 과학적인 근거로 이론을 제기하는 과학 이론이다. 그러나 양자역학으로 인해 결정론중에 일부 내용이 수정되었지만 여전히 과학적으로 풀리지 않는 가설들이 많아 많은 비판을 받았다. 반대로 두 이론의 공통점은 우리의 자유의지는 분명하지 않고 세상이 정해진 운동에 예속되어 있을 뿐이라는 점이다.

## 이론의 한계점
대부분 사람들이 운명론을 거론할 때 운명의 존재를 신으로 말하거나 자연적인 존재라고 말한다. 그 예시로 고대 그리스 신화에서 나온 아래의 일화를 들어보겠다.
"일찍이 그리스의 호메로스는 모든 인간사(人間事)를 신의(神意)에 종속시키는 비인격적 힘의 존재를 믿고 그것을 모이라라고 불렀으며 또 헤시오도스는 운명을 주관하는 3명의 여신에 관해서 말하였다. 그의 말에 따르면 모이라라고 불리는 이 여신들 가운데 인간의 탄생을 주관하는 클로토는 생명의 실을 뽑아내고, 라케시스는 모든 인간들의 생애를 자기 마음대로 조종하며, 가장 연장(年長)인 아트로포스는 생명의 실을 끊는 역할을 담당하였다."
윗글에서 볼 수 있듯이 초월적 존재 즉 신들에 의해 사람의 운명이 결정되는 것이다. 몇몇 사람들은 초자연적인 현상을 들며 운명의 존재여부를 설명한다. 그러나 초자연적 현상과 초월적인 존재를 많이 혼동하며 써왔지만 한 가지 차이점이라 하면 초월적 존재는 신이란 존재를 말하고 초자연적 현상은 이곳에 존재하는 자연적인 것을 초월한 존재를 말하는 것이다. 그러나 운명의 존재여부의 문제는 이것들만으로는 분류해서 나누기가 어렵다. 왜냐하면 운명론의 정의에서 보다시피 운명의 존재를 정확히 어떤점에서 논리적 인과관계가 없는지에 대해 말하지 않았으므로 운명의 존재를 신적인 것이나 초월적인 존재로 부여하거나 그 이외에 논리적 인과관계에서 벗어나는 존재와 비슷한 것을 이유로 들 수 있어서 그런지 운명론자들은 그것들을 굳이 나누는 시도는 하지 않았다. 초월적 존재를 회의적으로 볼때 문제는 운명의 존재는 초자연적인 것과 초월적인 것과 같다는 설명만으로 말하고 그것들의 존재여부에 관한 설명이 없다. 그리스 신화를 예를 든 것처럼 신의 존재가 참인 조건일 때 운명의 존재도 참이지만 신의 존재여부가 없는 논쟁을 들기 때문에 유신론자 또는 초월주의 관념을 가진 이가 아닌 이상 신뢰하기 어려운 부분이 있다. 또한 신에 존재에 회의를 가지는 불가지론자들은 그다지 신뢰하지 않는 이론이다.

## 운명론과 관련된 명제들
- 운명
- 초월
- 초자연적
- 능력주의
- 결정론
- 초월주의
- 유신론
- 무신론

## 같이 보기
- 섭리
- 인샬라
- 얀센주의
- 미래시점 우연명제의 문제
- 확률론
- 미신